# In Concert (album, Jethro Tull)
In Concert je koncertní album skupiny Jethro Tull, nahrané 8. října 1991.

## Seznam skladeb
| Pořadí         | Název                                   | Délka |
| -------------- | --------------------------------------- | ----- |
| 1.             | Minstrel in the Gallery/Cross Eyed Mary | 4:00  |
| 2.             | This is Not Love                        | 4:00  |
| 3.             | Rocks on the Road                       | 6:30  |
| 4.             | Heavy Horses                            | 7:33  |
| 5.             | Tall Thin Girl                          | 3:28  |
| 6.             | Still Loving You                        | 4:40  |
| 7.             | Thick as a Brick                        | 7:48  |
| 8.             | A New Day Yesterday                     | 5:45  |
| 9.             | Blues Jam                               | 3:00  |
| 10.            | Jump Start                              | 6:30  |
| Celková délka: | Celková délka:                          | 53:14 |

## Obsazení
- Ian Anderson - flétna, akustická kytara, zpěv, mandolína, harmonika
- Martin Barre - elektrická kytara
- Dave Pegg - baskytara
- Maartin Allcock - klávesy
- Doane Perry - bicí